# Coupe du monde de pentathlon moderne 2011
Navigation
Édition précédente Édition suivante
La coupe du monde de pentathlon moderne 2011 se déroulera entre le 24 février 2011 à Palm Springs (États-Unis) et le 10 juillet 2011 à Londres (Royaume-Uni). La compétition est organisée par l'Union internationale de pentathlon moderne.
Cette compétition est composée de 4 manches et 1 finale. Les différentes villes qui accueillent l'évènement sont par ordre chronologique Palm Springs (États-Unis), Sassari (Italie), Budapest (Hongrie), Chengdu (Chine), puis Londres (Royaume-Uni).

## Résultats

### Hommes
| Date            | Lieu         | Gagnant            | Second             | Troisième           |
| 27 février 2011 | Palm Springs | Pavlo Tymoshchenko | Ádám Marosi        | Mikalai Hayanouski  |
| 17 avril 2011   | Sassari      | Ádám Marosi        | Aleksander Lesun   | Justinas Kinderis   |
| 8 mai 2011      | Budapest     | David Svoboda      | Pavlo Tymoshchenko | Hwang Woojin        |
| 29 mai 2011     | Chengdu      | Lee Choon-huan     | Serguei Karyakin   | Bence Demeter       |
| 9 juillet 2011  | Londres      | Robert Kasza       | Aleksander Lesun   | Nicholas Woodbridge |

### Femmes
| Date            | Lieu         | Gagnant              | Second                | Troisième       |
| 26 février 2011 | Palm Springs | Amélie Cazé          | Mhairi Spence         | Lena Schöneborn |
| 16 avril 2011   | Sassari      | Donata Rimšaitė      | Anastasiya Prokopenko | Freyja Prentice |
| 7 mai 2011      | Budapest     | Aya Medany           | Lena Schöneborn       | Mhairi Spence   |
| 28 mai 2011     | Chengdu      | Ekaterina Khuraskina | Heather Fell          | Annika Schleu   |
| 10 juillet 2011 | Londres      | Lena Schöneborn      | Laura Asadauskaitė    | Élodie Clouvel  |